# 6594 Tasman
A 6594 Tasman (ideiglenes jelöléssel 1987 MM1) a Naprendszer kisbolygóövében található aszteroida. Antonín Mrkos fedezte fel 1987. június 25-én.